# 帕舒京齊
49°34′3″N 27°6′54″E / 49.56750°N 27.11500°E
帕舒廷齊（烏克蘭語：Пашутинці）是位於烏克蘭西部的村莊，由赫梅利尼茨基州裡赫梅利尼茨基區的克拉西利夫市鎮負責管轄。該村始建於1593年，面積0.99平方公里，海拔高度334米，2001年人口289，人口密度每平方公里290.7人。